# Royal College of Art
El Royal College of Art (RCA) és una universitat pública britànica especialitzada en art i disseny ubicada a Londres, al Regne Unit. És l'única institució artística a nivell mundial que ofereix el Master of Arts, Master of Philosophy i Doctorat en Filosofia. Va ser fundada el 1837 com a Escola de Disseny del Govern. El Royal College of Art'  és considerat com una de les institucions més influents del món en els camps de l'art i el disseny.

## Alumnes destacats

### Seglexix
| - Helen Allingham, pintor - La princesa Louise, duquessa d'Argyll - Maxwell Ayrton, arquitecte - Sir George Clausen, pintor - Austin Dobson, poeta - Christopher Dresser, dissenyador - Conrad Dressler, escultor i ceramista - Sir Lucas Fildes, pintor - Kate Greenaway, il·lustrador - William Harbutt, escultor i inventor de plastilina - Gertrude Jekyll, dissenyador de jardins | - Alfred Garth Jones, il·lustrador - Edwin Lutyens, arquitecte - Walter Sykes George, arquitecte - Henrietta Montalba, escultor - Mortimer Menpes, artista - Edward Poynter, artista - Elizabeth Thompson (Lady Butler), pintor - Sir Hubert von Herkomer pintor, compositor, director de cinema - Walter Smith, educador d'art industrial - Fred Whisstock, il·lustrador |

### Segle XX
| - Kristian Aadnevik, Dissenyador de moda - Faisal Abdu'Allah, gravador - M. R. Acharekar, pintor, director d'art - David Adjaye, arquitecte - Victor Ambrus, il·lustrador - Leonard Appelbee, pintor - Billy Apple, l'artista i dissenyador - Frank Auerbach, pintor - Mathias Augustyniak, dissenyador gràfic i director d'art, fundador de M / M (Paris) - Christopher Bailey, Director Creatiu de Burberry - Tom Barker, tecnòleg, enginyer de disseny, i un professor de la RCA. - Jonathan Barnbrook, tipògraf i dissenyador gràfic, un dels 'Young British Artists' - Sebastià Bergne, dissenyador industrial - Allen Boothroyd, dissenyador industrial - John Bridgeman (escultor) cap de l'escultura Birmingham College of Art - Cressida Campana, dissenyadora tèxtil - Henry Bird, muralista - David Blackburn (artista), paisatgista - Peter Blake, pintor - Quentin Blake, dibuixant, autor i il·lustrador de Roal Dahl - Derek Boshier, pintor - Frank Bowling, pintor - Victor Burgin, premi Turner 1986 nominat - Ian Callum, director de Disseny (automòbils Jaguar) - Moray Callum, dissenyador de l'automòbil (Ford) - Gillian Carnegie de 2005 nominat al Premi Turner - Benet Fuster, guanyador del Premi 2001 Jerwood Escultura - Henry Carr, pintor - Michelle Cartlidge, il·lustrador - Patrick Caulfield de 1987 nominat al Premi Turner - Jake i Dinos Chapman, 2003 nominats del Premi Turner - Malvina Cheek, artista - Betty Churcher, director de l'Galeria Nacional d'Austràlia, 1990-1997 - Joan Clappison, dissenyador de ceràmica i vidre - Ossie Clark, dissenyador de moda - Benjamin Clemens, escultor - Clarice Penya-segat, dissenyador de ceràmica, modelador i escultor - Sue Coe, artista polític - Richard Cook, pintor - Jean Cooke, artista - Susie Cooper, dissenyador de ceràmica - Jack Coutu, gravador i escultor - Tony Cragg, 1988 guanyador del Premi Turner - Neisha Crosland, dissenyador tèxtil, Dissenyador Real per a la Indústria - Bill Culbert, pintor, escultor, fotògraf, 2013 Biennal de Venècia - Charles Cundall, artista de guerra - Adam Dant de 2002 guanyador del premi Jerwood - Alki David, escriptor, actor, director, filantrop, explorador i empresari - Robin Day, dissenyador - Richard Deacon, escultor, 1987 guanyador del Premi Turner - Roger Dean, artista - Len Deighton, historiador i autor - Mukul Dey, pintor-gravador - Charles Dillon, dissenyador - Jane Dillon (de soltera jove), dissenyador i artista - Evelyn Dunbar, artista - Ian Dury, músic, cantant - James Dyson, dissenyador - Benoit Pierre Emery, dissenyador de moda bufanda de seda - Tracey Emin, artista, 1999 Premi Turner nominat - Arthur John Ensor, l'artista i dissenyador industrial - Cathie Felstead, il·lustrador - Alan Fletcher, dissenyador gràfic, fundador de Pentagram - Marion Foale, dissenyador de moda - Elizabeth Fritsch, ceramista, terrissaire - Anton Furst, el dissenyador de producció - Evelyn Gibbs, artista - Maria Gillick, escultor - John Goldschmidt, director de cinema i productor - James Henry Govier, pintor, gravador, i gravador - Sophie Harley, dissenyadora de joies - Raymond Hawkey, dissenyador i autor - Thomas Heatherwick, dissenyador i escultor - Joan Hedgecoe, fotògraf, fundador del departament de fotografia de RCA - Barbara Hepworth, escultor - Hilda Hewlett, aviador pioner i empresari de l'aviació - David Hockney, pintor - Eileen Hogan, pintor - Peter Horbury, dissenyador de l'automòbil (Ford) - Laurence Housman, dramaturg - Albert Houthuesen, artista - Erlund Hudson, artista | - Bryan Ingham, gravador, pintor i escultor - Merlin James, artista, crític - Michele Jannuzzi, dissenyador gràfic - Chantal Joffe, pintor - Jasper Joffe, artista - Allen Jones, artista - Panayiotis Kalorkoti, artista - John Kirby, pintor - R. B. Kitaj, artista - Simon Larbalestier, fotògraf - Noel Harry Leaver, pintor - Dante Leonelli, artista - Frances Macdonald, pintor - David Mach, 1988 Premi Turner nominat - Steve Mackey, Pulp baixista i productor - Jeremy Marre, director de cinema - Kenneth Martin, escultor - Simon Martin, epigrafista i mayista erudit - Donald Maxwell, artista i il·lustrador - David Mellor, ganiveter i industrial dissenyador - John W. Mills, escultor - Russell Mills, artista multimèdia i músic - Henry Moore, escultor - Malcolm Morley, 1984 guanyador del Premi Turner - Jasper Morrison, dissenyador - Colin Molsa, artista i mestre - Pere Musson, Platero - Paul Neale, dissenyador gràfic - Chris Ofili, 1998 guanyador del Premi Turner - Marilene Oliver, escultor - M. C. Oliver, cal·lígraf - Vaughan Oliver, dissenyador i dissenyador gràfic - Chris Orr, artista anglès - Christopher Orr, artista escocès - Jay Osgerby, dissenyador - Roy Oxlade, pintor - Susan Parkinson (née Sanderson), ceramista, professor, cofundador d'Arts Dislèxia Fideïcomís - Vivian Pitchforth, pintor - John Edgar Platt, artista - Germans Quay, animadors stop-motion - Zandra Rhodes, dissenyadora de moda - Ceri Richards, pintor - Alan Rickman, Actor - Bridget Riley, artista - Sir Ridley Scott, director de cinema (el germà de Tony) - Asif Kapadia, director de cinema - Johnny Rozsa, fotògraf - Michael Rowe, Platero - Tony Scott, director de cinema (germà de Ridley) - Janek Schaefer, artista sonor, compositor Britànic de l'Any en Art de Sonic 2008 - Uday Shankar, coreògraf - George Shaw, artista, nominat al Premi Turner 2011 - Norman Sillman, dissenyador de la moneda - Pere Sís, artista i il·lustrador - Graham Smith, fotògraf - Martin Smith, dissenyador de l'automòbil (Ford) - Richard Smith, dissenyador gràfic - Alan Sorrell, artista reconstrucció arqueològica - Cecil Stephenson, artista - Peter Stevens, dissenyador automotriu - Stuart Stockdale, dissenyador de moda - Linda Sutton (pintor), RCA 100 premi mural 1972 - Storm Thorgerson, fotògraf i dissenyador - Jake Tilson, artista - Joe Tilson, artista - David Tremlett, artista, nominat al Premi Turner 1992 - Joan Tunnard, artista - Charles Tunnicliffe, pintor - Gavin Turk, artista - Sidney Tushingham, pintor i gravador - Dirk van Braeckel, director de disseny (Bentley Motors) - Llegeix Wagstaff, artista fotògraf rendiment - Ray Walker, muralista, 1945-1984 - Suling Wang, artista - Richard Wentworth, escultor - Alison Wilding, premi Turner 1992 nominat - Christopher Williams (artista gal·lès), 1873-1934 - Joaix Woodrow, pintor - Jon Wozencroft, dissenyador gràfic i cofundador de Touch Music - Andrea Wulf, Història del Disseny 1999 - Rose Wylie, pintor - Althea Wynne,sculptor - Carey Young, artista |